# 穴居新熱䲁
穴居新熱䲁（學名：Neoclinus lacunicola），為條鰭魚綱䲁形目煙管䲁科新熱䲁屬的一個種，分布於西北太平洋日本海域，體長可達6公分，棲息在潮間帶岩礁區，通常躲在空藤壺或岩縫中，以小型無脊椎動物或浮游動物為食，雌魚產附著性卵，雄魚會守護卵，生活習性不明。